# Структура грунта
Структура грунта (от лат. structura ― строение, расположение) – в инженерной геологии, совокупность признаков, отражающих размер, форму, характер поверхности, количественное соотношение структурных элементов грунта (отдельных зерен, частиц, агрегатов, цемента, стекла) и характер взаимосвязи их друг с другом. 
Под структурой грунта понимают взаимное расположение различных по крупности и форме минеральных частиц и агрегатов и характер связей между ними, обусловленных всей предысторией грунта.
В российском грунтоведении представления о структуре грунта сложились благодаря работам М.М.Филатова (1936), И.В.Попова (1941, 1949), В.А.Приклонского (1955), Е.М.Сергеева (1946, 1956, 1958), И.М.Горьковой (1965), A.К.Ларионова (1966), В.И.Осипова (1983), В.Н.Соколова (1988) и др. Структура и текстура грунта составляют важнейшие элементы его строения (см. Строение грунта).
В зависимости от масштаба структурных признаков грунта его строение, структура и текстура  могут изучаться визуально (в обнажениях и по образцам пород) или с помощью техн. средств.  В этих случаях наряду с общими терминами «строение», «структура» и «текстура»  используются эти же термины с приставками «макро-» (для признаков, различимых невооруженным глазом), или «микро-» (для признаков не видимых невооруженным глазом).
Для структуры любого грунта (как и для структуры кристалла) характерна периодичность, т.е. неизменная повторяемость в пределах области распространения грунта некоторой элементарной группы структурных элементов (или представительного объема структуры грунта). Грунт является лишь многократным повторением этой элементарной группы по всей области его распространения. Идея периодичности структур грунтов подчеркивалась многими исследователями. Однако макроструктура грунта не является простым суммированием элементарных групп или микроструктур, т.к. в ней проявляются еще и системообразующие признаки – неоднородности разного порядка и т.п.
Структуры грунтов подразделяются по различным признакам, но единой классификации структур грунтов разных типов не существует. При инженерно-геологическом изучении горных пород, наряду с выделением микроструктур по петрографическим признакам, проводится их подразделение по характеру структурных связей (химических, физических, физико-химических и др.), т.к. именно они определяют прочность и деформируемость грунтов.
Согласно В.И.Осипову (1983) выделяются следующие типы микроструктур: кристаллизационные; цементационные или конденсационно-кристаллизационные;  коагуляционные; переходные; смешанные (включающие:  коагуляционно-цементационные и коагуляционно-кристаллизационные); и несвязные (сыпучие) микроструктуры. Кроме того, различают структуры и текстуры немерзлых и мерзлых грунтов, в формировании которых существенная роль отводится льду. В последнем случае структуры и текстуры называются криогенными.
Литература:
- Грунтоведение / Под ред. В.Т.Трофимова, 6-е изд. ― М.: Изд-во МГУ, 2005. 1024 с.;
- Базовые понятия инженерной геологии и экологической геологии: 280 основных терминов. / Под ред. В.Т.Трофимова. ― М., ОАО Геомаркетинг, 2012, 320 с.
- Григорьева И.Ю Микростроение лёссовых пород. ― М., МАИК «Наука/Интерпериодика», 2001;
- Ларионов А.К. Инженерно-геологическое изучение структуры рыхлых осадочных пород. ― М., 1966;
- Осипов В.И., Соколов В.Н., Румянцева Н.А. Микроструктура глинистых пород. / Под ред Е.М.Сергеева ― М., «Недра», 1989;
- Половинкина Ю.И. Структуры и текстуры изверженных и метаморфических горных пород. Ч.1. ― М., 1966.